# Oxalidaceae
Famille
Classification APG III (2009)
La famille des Oxalidaceae (Oxalidacées) regroupe des plantes dicotylédones comprenant 875 espèces réparties dans les genres suivants :
- Oxalis, le seul qui soit représenté en France métropolitaine,
- Biophytum,
- Eichleria (es).

On peut aussi y ajouter les 16 espèces (petits arbres, arbustes et lianes) réparties en 3 genres :
- Averrhoa,
- Dapania (es),
- Sarcotheca (en), originaire des régions tropicales.

Ce sont des plantes herbacées pérennes, rhizomateuses ou tubéreuses, des régions tempérées à tropicales.

## Étymologie
Le nom vient du genre type Oxalis, du grec οξαλις / oxalis, pour nommer une plante ayant une saveur acidulée, peut-être de l'oseille Rumex (Polygonaceae), également riche en acide oxalique mais sans rapport avec l'Oxalis.

## Classification
La classification phylogénétique APG (1998), la classification phylogénétique APG II (2003), la classification phylogénétique APG III (2009) et la classification phylogénétique APG IV (2016) placent cette famille dans l'ordre des Oxalidales.

## Liste des genres
Selon NCBI (14 mai 2010) et Plants of the World online (POWO) (07 janv 2024) :
- genre Averrhoa
- genre Biophytum
- genre Dapania (es)
- genre Oxalis
- genre Sarcotheca (en)

Selon DELTA Angio (14 mai 2010) :
- genre Biophytum
- genre Eichleria (es)
- genre Oxalis

Selon ITIS (14 mai 2010) :
- genre Averrhoa L.
- genre Biophytum DC.
- genre Oxalis L.